# João do Vale
João do Vale, de son nom complet João Batista do Vale (Pedreiras, 1934 — São Luís, 1996) est un musicien, chanteur et compositeur brésilien de samba.
D'origine modeste, João do Vale s'intéresse rapidement à la musique. En 1947, il s'installe à São Luís. En 1964, il fait ses débuts en tant que chanteur. Ses principales compositions sont : Carcará, en partenariat avec José Cândido (pt) et immortalisée dans l'interprétation de Maria Bethânia ; Peba na pimenta, avec Adelino Rivera, et Pisa na fulô, avec Ernesto Pires et Silveira Júnior.

## Discographie
Liste établie d'après le Dicionário Cravo Albin da Música Popular Brasileira :
- 1965 : Opinião ao vivo (Philips, LP)
- 1965 : O poeta do povo (Philips, LP)
- 1967 : Eu chego lá/Sanhoró/Eu vim praí/Viva meu baião (Philips, CD)
- 1970 : Coleção nova Música Popular Brasileira. João do vale (Abril Cultural, LP)
- 1980 : História da Música Popular Brasileira (Abril Cultural, LP)
- 1981 : João do Vale convida (CBS, LP)
- 1982 : João do Vale e Chico Buarque (LP)
- 1994 : João Batista do Vale (BMG, CD)
- 2004 : Carcarás da Cidade - Um tributo a João do Vale (Nova Iguaçu Discos, CD)